# アンドレス・フェラーリ
アンドレス・マルティン・フェラーリ・マルビエラ（Andrés Martín Ferrari Malviera, 2003年1月3日 - ）は、ウルグアイ・カネロネス県サウセ出身のサッカー選手。シント＝トロイデンVV所属。ポジションはFW。

## クラブ経歴

### デフェンソール・スポルティング
CAペニャロールのユースチームを経てデフェンソール・スポルティングに加入し、2022年にトップチームに昇格。5月29日のデポルティーボ・マルドナド戦でプロデビュー。7月17日のダヌービオFC戦では、後半11分にプロ初ゴールを記録。同年シーズンは14試合1ゴールで終了。翌2023年シーズンは得点能力が開花し、シーズン途中まで10試合で5ゴールを決めた。

### ビジャレアルCF
2023年4月6日、ビジャレアルCFと5年契約を締結し、7月1日より加入することが発表。2023-24シーズンは傘下のビジャレアルCF Bに配属され、同シーズンはセグンダ・ディビシオン (2部リーグ)で31試合2ゴールを記録。2024年8月にはシント＝トロイデンVVが獲得を検討していると報じられた。

## 代表歴
2023年にアルゼンチンで開催された2023 FIFA U-20ワールドカップに、U-20のウルグアイ代表で出場。グループリーグ戦のイラク戦でゴールを記録。同代表は決勝に進出し、決勝戦ではイタリアを下し、初優勝を果たした。